# 게리 페이턴
게리 드웨인 페이턴(영어: Gary Dwayne Payton, 1968년 7월 23일 ~ )은 미국의 농구 선수이자 현 3on3 리그인 BIG3 3 헤디드 몬스터스 감독이다. 적극적인 수비로 인해 'The Glove'(장갑)라는 별명을 가지고 있다.
13년 동안 시애틀 수퍼소닉스에서 활약하면서 팀 내 통산 득점, 도움, 스틸 부분에서 수위를 기록했다. 올해의 수비수 상을 수상한 유일한 포인트 가드이다.

## 고등학교와 대학 시절
캘리포니아주 오클랜드에서 출생하여 스카이라인 고등학교 재학 중에 농구를 시작하였다. 오리건 주립 대학교에 입학하여 2학년 해에 그의 등급이 폭락하여 학문적으로 자격이 없다고 선언되었다. 그의 부친이 페이턴을 학교에 집중시키는 데 용기를 주어 그는 다시 농구를 시작할 수 있었다. 대학 생활 4년을 통하여 페이턴은 오리건 주립 대학교 역사상 최대 장식적 농구 선수들 중의 하나가 되었다. 그는 국가 최고의 대학 농구 선수로서 1990년 3월 5일 《스포츠 일러스트레이티드》 표지에 나오기도 하였다.
1996년 오리건 주립 대학교의 스포츠 명예의 전당에 선정되었다.

## NBA 경력
1990년 NBA 신인 선발 대회에서 시애틀 슈퍼소닉스에 발탁되어 다음 12.5 시즌에서 활약하게 된다. 첫 2개의 시즌에서 한 경기에 8.2 포인트를 득점하고, 곧 자신을 리그의 최고 포인트 가드들 중의 하나로 증명하여 1990년대에 숀 켐프와 함께 "소닉 붐"을 결성하여 활약을 벌였다.
페이턴은 1994년 올NBA 서드 팀에 선택되었을 때 자신의 9개 연속적 올NBA 팀 선택의 처음으로 선정되었다. 또한 2001년에도 또 하나의 서드 팀에 선택되었고, 2회의 퍼스트 팀(1998, 2000), 9회의 세컨드 팀(1995, 1996, 1997, 1999, 2000)에 선정되기도 하였다.
1996년과 2000년 하계 올림픽에 드림팀의 일원으로 참가하여 2연속 금메달을 획득하였다. 1996년 조지 칼 감독 아래의 페이턴과 슈퍼소닉스는 그해의 결승전에 도달하였으나 마이클 조던의 시카고 불스에게 패하고 말았다. 2002-03 시즌의 중순에 페이튼은 밀워키 벅스로 이적되었고, 2003-04 시즌에는 자유 계약인 선수로서 칼 말론과 함께 로스앤젤레스 레이커스와 계약을 맺었다.
말론과 샤킬 오닐, 코비 브라이언트가 부상을 당함에도 불구하고 레이커스는 태평양 디비전에서 56개의 경기를 우승하였다. 휴스턴 로키츠, 샌안토니오 스퍼스, 미네소타 팀버울브스를 꺾고 결승전에 진출하였으나 디트로이트 피스턴스에게 패하고 말았다.
2004-05 시즌에 대비하여 레이커스는 페이턴과 릭 폭스를 보스턴 셀틱스로 이적시켰다. 페이턴이 이적과 함께 불쾌감을 보일 때 그는 결국 셀틱스에 보고하여 2004-05 시즌에 셀틱스의 포인트 가드로 시작하였다. 2005년 2월 24일 전 셀틱스의 안투안 워커가 셀틱스로 돌려보내는 거래에서 페이턴은 애틀랜타 호크스로 이적되었다. 호크스는 그러고나서 페이턴을 즉시 절회하고, 그는 1주 후에 셀틱스에 자유 계약적 선수로 돌아갔다. 77개의 경기에서 활약하면서 대서양 디비전을 우승하였으나 펏 라운드에서 인디애나 페이서스에게 패하고 말았다.
2005년 9월 22일 마이애미 히트와 1년간 1.1백만 달러의 계약을 맺어 안투안 워커, 오닐과 재결합하였다. 2006년 6월 20일에 열린 결승전에서 히트가 댈러스 매버릭스를 꺾어 페이턴은 자신의 첫 우승을 맛보았다. 2007년 17년 간의 프로 농구 선수 생활에서 은퇴하였다.

## NBA 이후의 경력
2008-09 시즌 동안에 페이턴은 NBA TV의 스튜디오 분석자와 TNT의 〈The NBA〉에 기회적 대리인 분석자를 지냈다. 2009-10 시즌에는 케빈 맥헤일을 대신하였다.
2013년 명예의 전당 헌액되었다.

## 영화와 텔러비전 출연
그는 웨슬리 스나이프스 주연의 《화이트 멘 캔트 점프》(1992), 우피 골드버그 주연의 《에디》(1996) 등의 영화에 출연하였으며. 1999년 코미디 영화 《브레이크스》에 연설적 역할을 맡았다.